# Halenia pringlei
Halenia pringlei là một loài thực vật có hoa trong họ Long đởm. Loài này được B.L.Rob. & Seaton mô tả khoa học đầu tiên năm 1893.